# Краудинвестинг
Краудинвестинг, или акционерный краудфандинг — альтернативный финансовый инструмент для привлечения капитала в стартапы и предприятия малого бизнеса от широкого круга микроинвесторов. В 2013 году рынок краудинвестинга оценивался в $400 млн, из них на США приходится примерно 50 %.

## Механизм
Ключевое отличие краудинвестинга от краудфандинга в том, что инвесторы получают долю в акционерном капитале компании и риск потери вложений. При этом размер возможной прибыли не зафиксирован, как это происходит при родственном виде кредитного краудфандинга — равноправном кредитовании (peer-to-peer lending). Краудинвестинг является альтернативным финансовым инструментом для финансирования новых предприятий, не имеющих достаточной кредитной истории или убедительного бизнес-плана для банка.
Механизм акционерного краудфандинга наиболее привлекателен для нетехнологических предприятий, которым необходимы небольшие инвестиции для запуска или расширения бизнеса, но при этом они не интересны венчурным фондам и бизнес-ангелам, специализирующимся на инвестициях в IT-проекты.
В случае технологических стартапов краудинвестинг может «закрыть» этап развития, когда уже есть работающий прототип и получено первичное финансирование, но для дальнейшего развития необходимы дополнительные инвестиции в размере $0,5-1 млн: компания ещё не подходит под критерии венчурного фонда, а для бизнес-ангелов это уже достаточно большие вложения.
В большинстве случаев привлечение средства происходит через специализированные краудинвестинговые платформы. Деятельность этих площадок от страны к стране имеет свои особенности, учитывающие местное законодательство. Некоторые площадки проводят предварительную оценку проектов; некоторые площадки лишь сводят компании и инвесторов, другие, наоборот, выступают единственным держателем доли инвесторов в профинансированном предприятии. Широко распространён формат, когда в компанию, представленную на площадке, также вкладывают профессиональные инвесторы и бизнес-ангелы.
Основным препятствием для расширения рынка краудинвестинга являются законодательные ограничения, допускающие на площадки только аккредитованных инвесторов.

## История
Впервые краудинвестинг был предложен в России в 2000 году. В одном из проектов стратегии экономического развития региона на конкурсе Росстата была предложена модель платформы («центра»), управляющей процессом краудинвестинга и ориентированной на стартапы и субъекты малого предпринимательства, которые не имеют доступа к институциональному кредитованию и не могут выпустить в обращение ценные бумаги. В предложенной стратегии развития компьютеризированная платформа должна была предоставлять участникам из базы данных информацию о бизнес-планах и предлагать дополнительные профессиональные услуги по оценке рисков. Также было рекомендовано создать законодательную базу, которая бы развивала и защищала субъектов краудинвестинга. Предложенный в стратегии концепт предполагал заключение инвестиционных сделок на основе частных, гражданско-правовых договоров с инвестором в счёт будущей прибыли или доли в бизнесе. В 2013 году, контракты такого типа были стандартизированы в так называемые «SAFE notes» калифорнийским инкубатором YCombinator.

## Краудинвестинг в мире

### США
Одной из первых успешных американских краудинвестинговых платформ стала компания EquityNet,созданная в 2005 году. К 2014 году через неё было привлечено финансирование на сумму $240 млн от 45 тысяч инвесторов. В 2010 появился AngelList, который позволяет профессиональным инвесторам формировать синдикаты для коллективного финансирования стартапов. SeedInvest (2011) и FundersClub (2012) Некоторые площадки заявляют о своей специализации на определённых направлениях. Например, проект CircleUp (один из инвесторов — СЕО кофеен Starbucks Говард Шульц) сфокусирован на инвестициях в «реальный малый и средний бизнес, реальные продукты, реальных работников»; площадка SmallKnot.com призывает инвестировать в малый бизнес в своём районе.
Основным препятствием для развития краудфандинга в США стали ограничения Комиссии по ценным бумагам и биржам (SEC), в частности Закона о ценных бумагах 1933 года, принятый ещё в годы Великой депрессии для защиты непрофессиональных инвесторов от рискованных вложений. Де-факто получить статус аккредитованных инвесторов могла лишь небольшая часть населения с ежегодным доходом в размере, по крайней мере, $200 тысяч или собственным капиталом от $1 млн. На 2014 год в США было 8 миллионов профессиональных инвесторов.
5 апреля 2012 года президент Барак Обама подписал Закон о финансировании стартапов, так называемый JOBS Act. Законопроект призван стимулировать частные инвестиции в малый бизнес и либерализовать рынок краудинвестинга. Изменения лоббировали участники Движения за налоговые послабления для краудфандинга и многочисленные общественные организации, рассматривающие законопроект как инструмент борьбы с экономическим спадом. Закон предполагает обязательную регистрацию финансовых порталов в SEC, а также их членство в соответствующей саморегулируемой организации.
В сентябре 2013 заработал Title II, раздел закона, разрешающий рекламу краудинвестинга. Однако право инвестировать было по-прежнему закреплено только за профессиональными инвесторами. За последующий год рынок вырос с нуля до $250 миллионов. Окончательная легализация краудинвестинга для непрофессиональных инвесторов произойдет только после вступления в силу двух частей закона (TITLE III и TITLE IV). Ожидается, что они будут готовы к октябрю 2015 года и заработают с начала 2016 года. Планируется, что компании смогут привлекать до $50 миллионов, а неквалифицированные инвесторы смогут инвестировать до 10 % своего годового дохода Ожидается, что число инвесторов вырастет до 100 миллионов.

### Европейский союз
Из всех стран Европы наиболее либеральное законодательство в области акционерного краудфандинга в Великобритании. На сайте SyndicateRoom, открывшемся в 2013, размещаются компании на ранней стадии, получившее часть инвестиций от профессиональных инвесторов и бизнес-ангелов. Минимальный инвестиционный взнос — £1,000. За два года 30 компаний получили суммарно £20 миллионов. В декабре 2014 одна из них — Mill Residential — вышла на IPO на Лондонской фондовой бирже. Это было первое подобное размещение в истории британского краудинвестинга. Два других крупных игрока — CrowdCube и Seedrs — позволяют инвестировать от десяти фунтов. Через Seedrs проходит около миллиона фунтов в месяц, он ориентирован на посевные инвестиции, поэтому берёт на себя управление коллективной долей в компании. C 2011 года через CrowdCube 230 компаний привлекли £80 миллионов, в 2014 году вышел на рынок Испании.
Первым в северной Европе краудинвестинговым порталом стал финский Invesdor, запущенный в мае 2012 года и за два года привлёк полтора миллиона евро в 12 стартапов. В апреле 2015 году Invesdor получил первую глобальную лицензию MiFID на работу в 31 стране Европейского союза и Европейского экономического пространства. В то же время законодательство ряда стран, таких как Дания, сильно осложняют краудинвестинг. Объединение скандинавских краудплощадок Alliance лоббирует необходимые изменения в законодательстве.
В июле 2013 года Италия стала первой страной, где на законодательном уровне был закреплён акционерный краудфандинг, который применяется только по отношению к инновационным стартапам и устанавливает, среди прочих правил, национальный реестр краудинвестинговых порталов и обязательства по раскрытию информации как для эмитентов, так и порталов. К сентябрю 2014 через 9 аккредитованных площадок было привлечено более миллиона евро.

### Россия
Первой краудинвестинговой платформой в России стал Smartmarket.net. Проект был анонсирован в сентябре 2012 года и закрыт уже в следующем июле. В 2013 году стартовали краудинвестинговые площадки VCStart (закрыта в апреле 2015 году), WeShare (закрыта в 2015 году) и StartTrack, получившая $3 миллиона от ФРИИ. Основной моделью монетизации является комиссия с привлечённых средств, которая варьируется от 5 до 10 %.
По данным Центрального Банка России, в 2017 году сегмент краудинвестинга сократился вдвое и составил 153,2 млн рублей. По состоянию на июль 2018 года две российские площадки позиционируют себя, как краудинвестинговые — StartTrack и Venture Club (основана бизнес-ангелом Александром Бородичем в 2014 году). При этом обе площадки также работают с заемным финансированием, как краудлендинговые.
В России долгое время не было специальной законодательной базы, которая бы закрепляла права инвесторов и обязанности объекта инвестиций, однако в марте 2018 года на рассмотрение в Госдуму России был внесен законопроект «О привлечении инвестиций с использованием инвестиционных платформ», который был разработан МИНЭК и ЦБ РФ при участии представителей площадок.
Краудинвестинг в России имеет ряд особенностей. Большинство российских малых и средних компаний имеют форму ООО, где в соответствии с законодательством не может быть более 50 участников. Такое требование накладывает ограничение на владельцев компаний — они не заинтересованы в привлечении от одного инвестора суммы менее 1 млн рублей. При этом передача права собственности на долю в уставном капитале ООО требует физического присутствия на нескольких этапах заключения сделки. По этим причинам сделки в российском сегменте краудинвестинга нельзя назвать массовыми — как правило, минимальный чек составляет от 1 млн рублей, в одну компанию инвестирует до 10 человек, а документы оформляются при личном присутствии сторон.
В июне 2018 года площадка StartTrack первой в России объявила о запуске акционерного краудинвестинга. Структура такой сделки подразумевает, что инвесторы получают акции непубличного акционерного общества (АО). Так же как и при инвестировании в уставной капитал ООО на Краудинвестинговой платформе «Антимания», оформление сделки с АО происходит полностью онлайн, инвесторы получают привилегированные акции, количество инвесторов не ограничено, а минимальная сумма инвестиций составляет 100 тысяч рублей. Кроме того, в финансировании каждой компании с помощью акционерного краудинвестинга принимает участие синдикатор (лид-инвестор), который проводит собственный анализ бизнеса, выступает в интересах миноритарных акционеров в совете директоров и исполняет обязанности по контролю за работой компании.
2 августа 2019 года был принят Федеральный закон № 259-ФЗ «О привлечении инвестиций с использованием инвестиционных платформ и о внесении изменений в отдельные законодательные акты Российской Федерации».
По закону инвестором может быть как физическое, так и юридическое лицо. Для инвестирования устанавливается ряд правил и ограничений, в частности:
- индивидуальные предприниматели и юридические лица могут привлекать через инвестиционные платформы не более 1 млрд рублей в год;
- физические лица, кроме ИП, квалифицированных инвесторов, а также граждан, приобретающих утилитарные цифровые права по договорам с публичными акционерными обществами, могут инвестировать через инвестиционные платформы в совокупности не более 600 тыс. рублей в год.

Банк России включает и исключает сведения об операторах инвестиционных платформ из реестра операторов инвестиционных платформ, контролирует соблюдение операторами инвестиционных платформ требований законодательства, проводит проверки их деятельности. Ведение Реестра операторов инвестиционных платформ осуществляется в электронном виде.
По закону все операторы существовавших платформ должны были попасть в реестр до 1 июля 2020 года, а если не успевали, приостановить деятельность.

### Остальной мир
В феврале 2013 в Израиле запустился OurCrowd. К апрелю 2014 года 36 компаний собрали $43 миллиона. Тогда же сама платформа $25 млн инвестиций. OurCrowd участвует в финансировании проектов наравне с 4000 инвесторов и партнёром GE Ventures. В январе 2014 появилась краудинвестинговая платформа iAngels, которая в марте 2015 получила $2,25 млн инвестиций от фонда Романа Абрамовича. За 15 месяцев 15 стартапов привлекли через систему суммарно $5.5 миллионов
В Австралии существуют строгие требования к квалифицированным инвесторам: не менее $250 тысяч годового дохода или состояние от $2.5 миллионов. Ожидается, что в 2015 году требования к участникам инвестрынка будут серьёзно снижены. Тем не менее, в стране с 2013 года существует платформа VentureCrowd, через которую за два года было привлечено $2 млн. Также в Австралии работает израильская компания OurCrowd.
Новозеландская платформа Snowball Effect разместила первое краудинвестинговое предложение в августе 2014 года, которое позволило крафтовой пивоварне Renaissance Brewing успешно привлечь $700,000 за 13 дней.
В марте 2015 после реформы законодательства в Сингапуре открылся первая краудинвестинговая платформа FundedHere.
Первый канадский краудинвестинговый портал — Optimize Capital Markets — был запущен в провинции Онтарио в сентябре 2009 года. В июне 2013 года Комиссия по ценным бумагам Онтарио объявила его официальным порталом для квалифицированных инвесторов. В провинции Саскачеван акционерный краудфандинг был легализован в декабре 2013 года.